# Tatjana Geßler

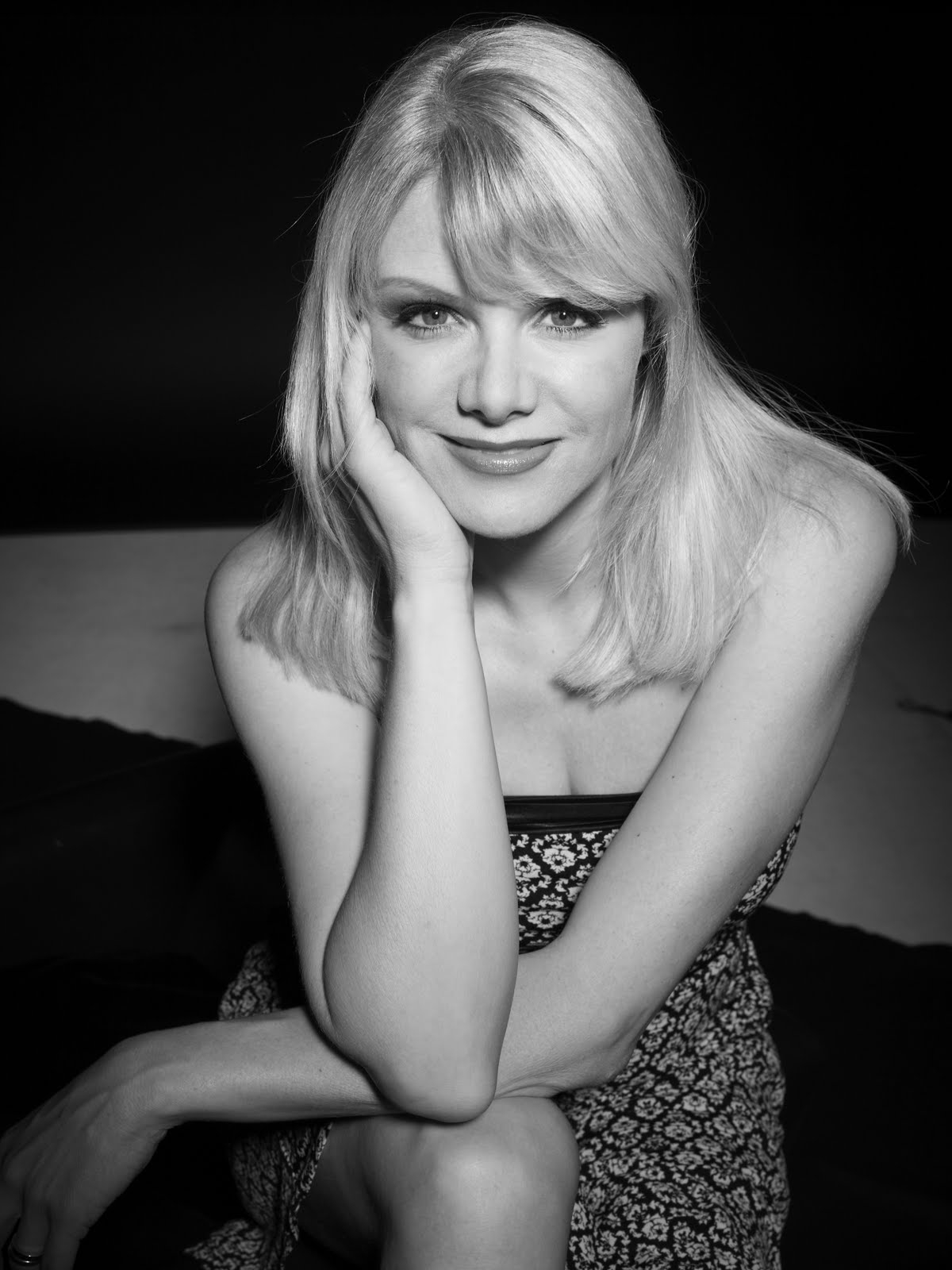
Tatjana Geßler (2014)

Tatjana Geßler (* 14. Oktober 1973 in Heidelberg) ist eine deutsche Fernsehmoderatorin, Fernsehjournalistin und Autorin.
Geßler moderiert für den SWR die Nachrichtensendung SWR Aktuell Baden-Württemberg. In der SWR-Sendung Landesschau Baden-Württemberg hatte sie ihre eigene Rubrik namens Tatjanas Tiergeschichten. Als Kinderbuchautorin kann sie über 40 Buchveröffentlichungen in acht Ländern vorweisen.

## Leben und Karriere
Die Diplom-Wirtschaftsingenieurin Geßler, die als Texterin in einer Stuttgarter Werbeagentur tätig war, arbeitet seit 1998 für den SWR. Sie moderierte acht Jahre lang die wöchentliche Sendung Landesschau – die Woche. Davor war sie vier Jahre mit dem Landesschau-Mobil in Baden-Württemberg unterwegs. Seit 2011 moderiert sie die Landesschau aktuell Baden-Württemberg (heute SWR Aktuell).
Außerdem moderierte Geßler Sendungen wie Treffpunkt Feste und Bräuche oder Sondersendungen wie Tour de Ländle. Von 2011 bis 2012 führte sie durch die Sendung Tatjanas Tiervermittlung. Für das Landesmagazin Landesschau war sie als Live-Reporterin in Landesschau vor Ort im Einsatz. Zudem bekam sie darin mit Tatjanas Tiergeschichten eine eigene Serie, zu der sie drei Bücher geschrieben hat.
Geßler arbeitet zudem für den Thienemann-Esslinger Verlag als Kinderbuchautorin. Dort sind die beiden Serien Unsere Tierklinik und Zuhause im Zoo erschienen. Einige Bände davon erschienen auch als Hörbücher.

## Moderierte Sendungen
- 2000–2003 Treffpunkt Gschwätzt ond Gelacht
- 2002 Treffpunkt Fasnacht + Live aus den Ländern
- 2001–2005 Landesschau Mobil
- 2002 Drei in einem Boot
- 2003–2004 Landesschau Daheim in Baden-Württemberg
- Ab 2004 Tour de Ländle
- 2007/2008 Frühlingsreise/Winterreise
- Ab 2006 Treffpunkt Feste und Bräuche + „Der Sonntagabend“
- 2002–2010 Landesschau die Woche
- 2009 Genießen im Schlaraffenland
- 2008–2011 Landesschau live vor Ort
- 2010–2011 Landesschau Kultur
- 2011–2012 Tatjanas Tiervermittlung
- Seit 2011 SWR Aktuell Baden-Württemberg (ehemals Landesschau aktuell)

## Werke

### Sachbücher
- Tatjanas Tiergeschichten:
  - Unterwegs zu außergewöhnlichen Tieren in Baden-Württemberg. Silberburg Verlag, Tübingen 2007, ISBN 978-3-87407-754-5.
  - 25 Begegnungen mit heimischen und exotischen Tieren in Baden-Württemberg. Silberburg Verlag, Tübingen 2008, ISBN 978-3-87407-787-3.
  - Streicheln, Schauen, Staunen in Baden-Württemberg. Silberburg Verlag, Tübingen 2010, ISBN 978-3-87407-865-8.

### Kinder- und Jugendliteratur

#### Erzählungen
Die Buchreihe Unsere Tierklinik ist mittlerweile in acht Ländern veröffentlicht worden: Deutschland, Österreich, Schweiz, Italien, Frankreich, Polen, Tschechien und Japan.
- Unsere Tierklinik:
  - Rehkitz in Not. Verlag Planet Girl, 2011 Stuttgart.
  - Kätzchen vermisst. Verlag Planet Girl, 2011 Stuttgart.
  - Rettet die Hundewelpen. Verlag Planet Girl, 2011 Stuttgart.
  - Ein Herz für Kätzchen. Verlag Planet Girl, 2012 Stuttgart.
  - Meerschweinchen in Gefahr. Verlag Planet Girl, 2012 Stuttgart.
  - Das verschwundene Fohlen. Verlag Planet Girl, 2013 Stuttgart.
  - Zwei Schweinchen und ein Wunder. Verlag Planet Girl, 2014 Stuttgart.
  - Spürnase in der Klemme. Verlag Planet Girl, 2015 Stuttgart.
- Zu Hause im Zoo:
  - Gorillababy ganz groß. Verlag Planet Girl, 2014 Stuttgart.
  - Trubel im Elefantenhaus. Verlag Planet Girl, 2014 Stuttgart.
  - Kleiner Pinguin vermisst. Verlag Planet Girl, 2014 Stuttgart.
  - Ein Koala zum Kuscheln. Verlag Planet Girl, 2015 Stuttgart.